# Добродетель эгоизма
«Добродетель эгоизма» (англ. The Virtue of Selfishness: A New Concept of Egoism) — сборник эссе американской писательницы Айн Рэнд, опубликованный в 1964 году в США. Большая часть эссе изначально была опубликована в The Objectivist Newsletter, четырёхстраничном информационном бюллетене, за исключением эссе «Этика объективизма» (англ. The Objectivist Ethics), в основу которого лег доклад Айн Рэнд на симпозиуме «Этика нашего времени» (англ. Ethics in Our Time) в Университете Висконсина.
Книга рассматривает тему этики сквозь призму объективистской философии и защищает концепцию «разумного эгоизма» как этической основы свободного капиталистического общества.

## История выхода книги
Идея опубликовать сборник эссе Айн Рэнд принадлежала Беннетту Эрфу, издателю Random House, который ранее выпустил две другие книги писательницы — «Атлант расправил плечи» и «Для нового интеллектуала».
Изначально Рэнд предложила назвать сборник «Новые границы фашизма». В то время писательница выступала с жёсткой критикой политики президента США Джона Кеннеди. Однако Беннетт Эрф был смущен радикальными взглядами Айн Рэнд, сравнивавшей Кеннеди с Адольфом Гитлером, и попросил её выбрать другое название для книги. Она не только отказалась сделать это, но и разорвала дружеские отношения с Эрфом и деловые — с Random House. Её книга вышла в издательстве New American Library действительно под другим названием — «Добродетель эгоизма», а статья о Кеннеди не была включена в него. Пока книга готовилась к выходу, президент был убит и публикация эссе казалась неуместной.
«Добродетель эгоизма» стала одной из наиболее продаваемых книг Айн Рэнд. В течение первых четырёх месяцев было продано более 400 тыс. экземпляров, а к 2008 году их количество достигло 1,15 млн.

## Использование понятия «эгоизм»
Определение эгоизма как добродетели и вынесение этого тезиса в название книги стало одним из наиболее обсуждаемых моментов. Философ Чандран Кукатас отмечал, что позиция Айн Рэнд по этому вопросу «принесла ей известность, но оставила в стороне от интеллектуального мейнстрима».
Во вступлении к книге Айн Рэнд признала, что понятие «эгоизм» обычно не употребляется для описания добродетельного поведения, однако настаивала, что его следует понимать как «заботу о собственных интересах». А отождествление эгоизма со злом, по её мнению, вызвано всего лишь «заторможенным развитием нравственности человечества».
Предложенная Айн Рэнд интерпретация понятия «эгоизм» вызвала волну критики. Писатель Шарон Пресли считал, что Айн Рэнд использовала его в значении, противоречащем словарному, и незаконно предъявила на него свои права. Профессор философии Макс Хокатт называл словосочетание «добродетель эгоизма» риторической неумеренностью, не заслуживающей серьёзной дискуссии.
В то же время философы Дуглас Дж. Ден Юйль и Дуглас Б. Расмуссен описали ответ писательницы на вопрос, почему она использует понятие «эгоизм», «не как враждебный или используемый для защиты, но, скорее, обоснованный». Философ Крис Мэтью Скьябарра считал, что философская позиция Айн Рэнд допускает изменение общепринятых значений некоторых терминов для выражения взглядов без изобретения новых слов. Профессор философии Стивен Хикс написал в Интернет-энциклопеции философии, что провокационное название книги соответствовало провокационным идеям писательницы. Писатель Роберт Дж. Рингер в своей книге «Преодолевая страх» написал, что «Добродетель эгоизма» является шедевром Айн Рэнд.

## Содержание
1. Этика объективизма
2. Здоровый разум против мистицизма и самопожертвования
3. Этика чрезвычайных ситуаций
4. Конфликты интересов
5. Разве не все мы эгоисты?
6. Психология удовольствия
7. Возможна ли жизнь без компромиссов?
8. Как можно вести рациональную жизнь в иррациональном обществе?
9. Культ нравственной серости
10. Этика коллективизма
11. Строители монументов
12. Права человека
13. Обобществление «прав»
14. Природа государства
15. Финансирование государства в свободном обществе
16. Дарованное Богом право на застой
17. Расизм
18. Фальшивый индивидуализм
19. Запугивание как метод аргументации

## Издания
- Ayn Rand. The Virtue of Selfishness: A New Concept of Egoism. — New American Library, 1964. — 151 с. — ISBN 0-451-16393-1.
- Айн Рэнд. Добродетель эгоизма. — «Альпина Паблишер», 2012. — 186 с. — ISBN 0-451-16393-1.